# Marco Lipski
Marco Lipski (* 29. März 1975 in Hamburg) ist ein deutscher gehörloser Schauspieler, Kabarettist, TV-Moderator, Regisseur und Filmproduzent.

## Leben
Lipski ertaubte 1985 an den Folgen einer Meningitis und ist seit 1995 als Gebärdensprach-Künstler im deutschsprachigen Raum aktiv. Seine Aktivitäten erstreckten sich (u. a. mit den Theatergruppen „Visuelles Theater Hamburg“, „Deutsches Gehörlosen Theater“ und „Visual Arts“) auf das Gebärdensprachtheater sowie auch auf Filmregie-Beiträgen und Moderationen einzelner Sendungen im Wochenmagazin Sehen statt Hören des Bayerischen Rundfunks von 1999 bis 2012.
Er ist seit den 1990er Jahren Teil der „Gehörlosenbewegung“ und tritt hier für die Rechte der Gehörlosenkultur und der staatlichen Anerkennung der Deutschen Gebärdensprache ein.
Erste Auszeichnungen erhielt Lipski 1999 („Bronzene Hand“ beim Gebärdensprachfestival in Berlin und „Beste Theatergruppe“ beim DeGeTh-Festival in München). Unter anderem gewann er 2003 den „Beste Theatergruppe“-Preis beim DeGeTh-Festival mit dem selbinszenierten Stück „Alles Hörende muss sterben“ und die „Goldene Krone“ 2008 der Stadt Leipzig und dem Förderverein der neuen Bundesländer e. V.
Im Bereich der Stand-up-Comedy spielt Lipski seit 2007 „Deaf Caveman“ und an der Seite von Susanne Genc des Komiker-Duos „Susanne & Marco“ den „straight man“.

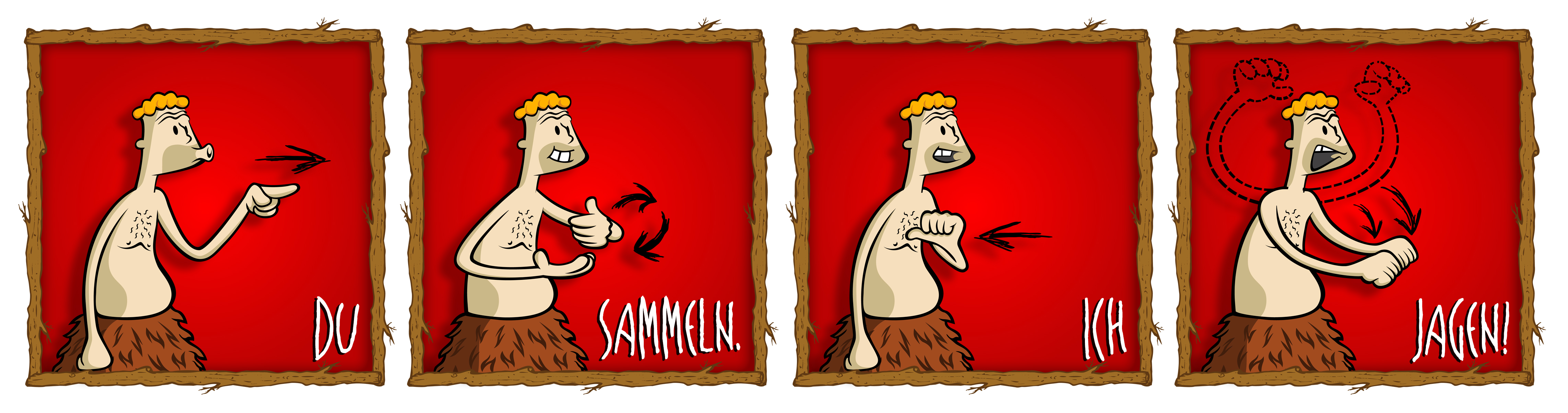
Deaf Caveman Tour-Plakat Illustration

Bei den 5. Deutschen Kulturtagen der Gehörlosen von 20. September bis 22. September 2012 in Erfurt präsentierte er mit Im Bilde 1983 & 1984, Die DDDR – Die Gehörlose Deutsche Demokratische Republik und Gehörlos so, was!? in Kooperation mit dem „Zentrum für Kultur und visuelle Kommunikation Gehörloser in Berlin und Brandenburg“ neue Filmproduktionen.
Seit 2012 arbeitet Marco Lipski als freier Filmproduzent und Regisseur in Berlin und Brandenburg.

## Filmografie (Auswahl)
- 1999–2012: Sehen statt Hören (Fernsehreihe)
- 2002: Tatort – Schützlinge (Fernsehreihe)
- 2007: Nachtimbiss (Fernseh-Kurzfilm)

## Bühnen- und Comedy-Programme
- Der Argonautengang (nach Heiner Müller: „Verkommenes Ufer“; Regie: Wolfgang Feindt, 1995)
- Antigone (nach Sophokles / Jean Anouilh; Regie: Volkmar Otte, 1996)
- Passion Impossible: 7 Tage Notruf für Deutschland (Regie: Christoph Schlingensief, 1997)
- Die Rätsel der Turandot (nach Carlo Gozzi; Regie: Wolfgang Feindt, 1997)
- Gehörlos so, was!? (1999)
- Blue (nach Derek Jarman, 1999)
- Verlorenwasser (Konzertoper nach Helmut Oehring, Dirigent: Lothar Zagrosek, 2001)
- Alles Hörende muss Sterben (2003)
- Deaf Caveman (nach Rob Becker; Inszenierung: Esther Schweins, 2007/08)